# Georg Ludolf Dissen
Georg Ludolf Dissen (Friedland, 17 dicembre 1784 – Gottinga, 21 settembre 1837) è stato un filologo classico tedesco.

## Biografia
Studiò filologia classica presso l'Università di Gottinga, dove uno dei suoi istruttori fu Christian Gottlob Heyne (1729-1812). Dopo la laurea, fu docente a Gottinga e nel 1812 si trasferì presso l'Università di Marburgo come professore associato. L'anno seguente ritornò a Gottinga, dove fu il collega di Friedrich Gottlieb Welcker (1784-1868), Ernst Karl Friedrich Wunderlich (1783-1816) e di Karl Otfried Müller (1797-1840). Nel 1817 fu nominato "professore ordinario" e nel 1833 diventò membro dell'Accademia delle Scienze di Gottinga.
Dissen fu considerato un ottimo insegnante e fu un'influenza importante per la carriera del filologo Karl Lachmann (1793-1851). Tra le sue opere scritte vi sono delle edizioni di Pindaro (1830), Tibullo (1835) e le orazioni di Demostene (1837). Inoltre, collaborò con Philipp August Böckh (1785-1867) sulla maestosa edizione di Pindaro di quest'ultimo.